# آمانا شریف
آمانا شریف (انگلیسی: Aamna Sharif؛ زادهٔ ۱۶ ژوئیهٔ ۱۹۸۲) که بیشتر با نام آمانا کاپور شناخته می‌شود، هنرپیشه و مجری تلویزیونی اهل هند است. وی زاده پدری هندی و مادری ایرانی است. او در ۲۷ دسامبر ۲۰۱۷ با تهیه کننده آثارش با نام آمیت کاپور ازدواج کرد.
از فیلم‌هایی که وی در آن نقش داشته است می‌توان به یک تبهکار و بیا، آرزو کن اشاره کرد.